# Phare de Cabo de la Huerta
Le phare du cap de la Huerta ou de Las Huertas (en espagnol : Faro del Cabo de la Huerta) est un phare espagnol situé sur le cap du même nom, en province d'Alicante dans la Communauté valencienne. Il est géré par l'autorité portuaire d'Alicante.

## Situation
Le phare domine et sépare la baie d'Alicante et la plage de San Juan.

## Histoire
La première station de signalisation a été mise en service le 15 août 1856 pour remplacer le phare provisoire d'Alicante. C'était un bâtiment de gardien dont la lanterne était centrée sur le milieu du toit, avec un feu fixe blanc ayant une portée de 10 milles, qui fonctionna d'abord à l'huile d'olive puis avec une lampe à pétrole.
Entre 1918 et 1921, le phare est modifié en recevant une nouvelle lanterne cylindrique, des écrans tournants et une alimentation au gaz d'acétylène fabriqué par un gazomètre sur le site. Le feu devient un feu à occultations (4 éclats) avec une portée renforcée. En 1935, il est électrifié, avec une portée de 25 milles et une caractéristique d'un groupe de 3+2 éclats toutes les 19 secondes.
En 1980, il reçoit une optique dioptrique et garde la même caractéristique. C'est une tour cylindrique, avec galerie double et lanterne, peinte en blanc. Il est situé à 7 km à l'est du bord de mer d'Alicante.
Identifiant : ARLHS : SPA016 ; ES-24700 - Amirauté : E0166 - NGA : 4704 .
|                             |
| Phare du cap de las Huertas |

|                  |
| Le phare la nuit |

### Lien connexe
- Liste des phares d'Espagne